# Dévaványa környéki gyepek
Dévaványa környéki gyepek este o arie protejată (arie specială de conservare — SAC, sit de importanță comunitară — SCI) din Ungaria întinsă pe o suprafață de 14.027,2 ha, integral pe uscat.

## Localizare
Centrul sitului Dévaványa környéki gyepek este situat la coordonatele 47°03′42″N 21°09′16″E / 47.061667°N 21.154444°E.

## Înființare
Situl Dévaványa környéki gyepek a fost declarat sit de importanță comunitară în mai 2004 pentru a proteja 1 specie de plante și 12 specii de animale. Situl a fost protejat și ca arie specială de conservare în februarie 2010.

## Biodiversitate
Situată în ecoregiunea panonică, aria protejată conține 3 habitate naturale: Pajiști stepice panonice pe loess, Ape stătătoare oligotrofe până la mezotrofe, cu vegetație de Littorelletea uniflorae și/sau de Isoëto-Nanojuncetea, Stepe și mlaștini sărate panonice.
La baza desemnării sitului se află mai multe specii protejate:
- plante (1): Cirsium brachycephalum
- amfibieni (2): buhai de baltă cu burta roșie (Bombina bombina), triton cu creastă dobrogean (Triturus dobrogicus)
- mamifere (3): vidră de râu (Lutra lutra), dihor de stepă (Mustela eversmanii), popândău (Spermophilus citellus)
- nevertebrate (3): Gortyna borelii lunata, rădașcă (Lucanus cervus), fluturele purpuriu (Lycaena dispar)
- pești (3): zvârluga (Cobitis taenia), țipar (Misgurnus fossilis), boarță (Rhodeus sericeus amarus)
- reptile (1): țestoasa de baltă (Emys orbicularis)

Pe lângă speciile protejate, pe teritoriul sitului au mai fost identificate 6 specii de plante, 3 specii de amfibieni, 1 specie de nevertebrate, 1 specie de reptile.